# Escoles de Cartellà
Les Escoles de Cartellà és una obra noucentista de Sant Gregori (Gironès) protegida com a Bé Cultural d'Interès Local.

## Descripció
Edifici aïllat de planta en forma de U amb les ales desiguals i desenvolupat en un sol nivell. El cos central, que acull una gran sala, s'avança una mica als laterals i té la coberta de teula àrab a dues vessants. Els dos cossos laterals, per on es realitzen els accessos a l'interior, contenen més aules. La coberta de cada cos és de teula àrab a una sola pendent.
Les façanes de tot l'edifici són arrebossades i pintades, amb un canvi de color en els senzills guardapols de les obertures i en ràfecs i cornises.